# MS오토텍
주식회사 MS오토텍은 경북 경주시 내남면 포석로 16-9에 본사를 둔 차체 부품 기업이다.

## 역사
2010년 8월 6일에 공모가 5,500원에 코스닥 시장에 상장하였다.